# Jane Novak
Pour les articles homonymes, voir Novak.

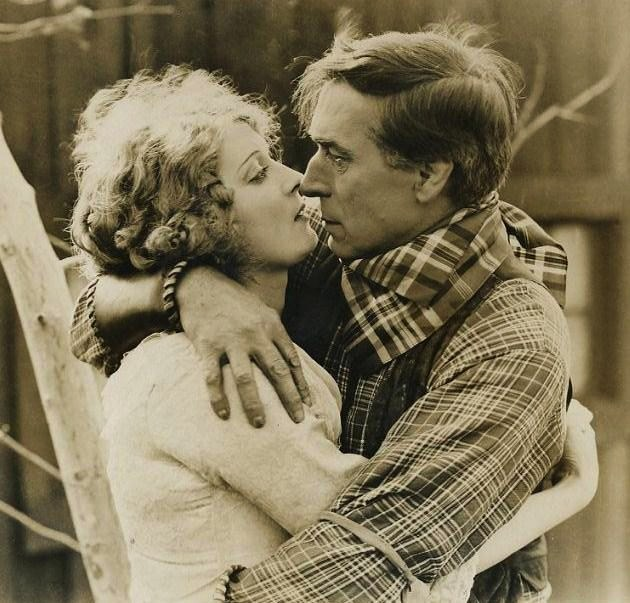
Avec William S. Hart, dans Three Word Brand (1921)

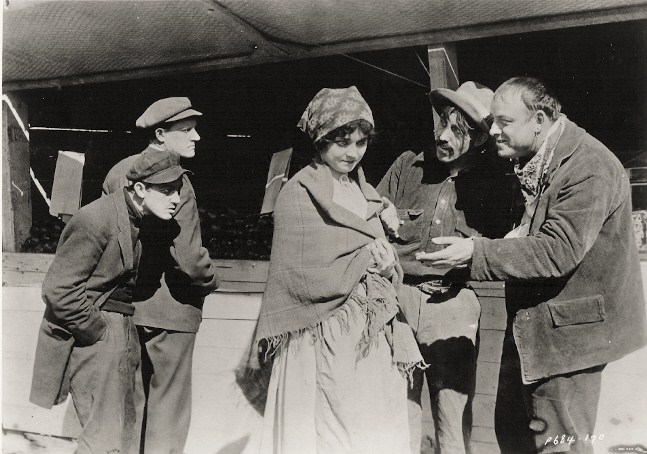
De g. à d. : Harold Lloyd, inconnu, Jane Novak, inconnu et Roy Stewart, dans From Italy's Shores (1915)

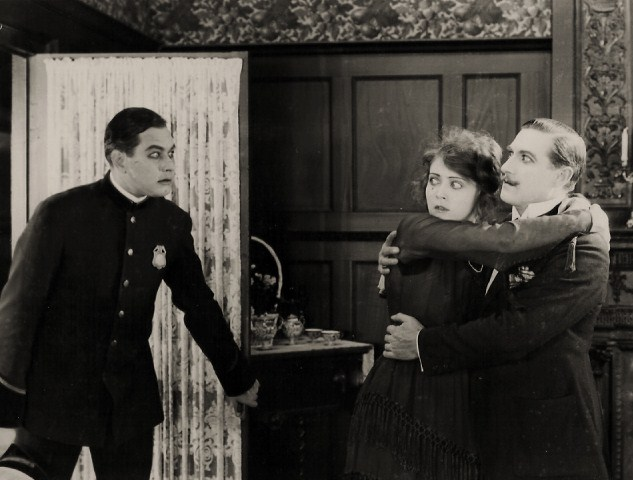
De g. à d. : inconnu, Jane Novak et Rupert Julian, dans The Fire Flingers (1919)

Jane Novak est une actrice américaine, née Johana Barbara Novak le 12 janvier 1896 à Saint-Louis (Missouri), morte le 3 février 1990 à Los Angeles — Quartier de Woodland Hills (Californie).

## Biographie
Durant la période du muet, à partir de 1913, Jane Novak contribue à près de quatre-vingt-dix films américains, dont de nombreux courts métrages dans les années 1910. Son dernier film muet est le western (elle en tourne plusieurs) Le Peau-rouge (en) de Victor Schertzinger, avec Richard Dix, sorti en 1929.
Entretemps, elle apparaît notamment dans The Innocent Sinner de Raoul Walsh (1917, avec Miriam Cooper et Charles Clary) et Notre héros de Frank Borzage (1925, avec Madge Bellamy et Leslie Fenton). Mentionnons aussi sa participation au film britannique The Prude's Fall (1924, avec Miles Mander) et au film germano-britannique Le Voyou (1925, avec Walter Rilla), tous deux réalisés par Graham Cutts.
Après le passage au parlant, Jane Novak collabore à seulement quatorze autres films américains (parfois dans des petits rôles non crédités), disséminés de 1936 à 1954, dont Hollywood Boulevard de Robert Florey (1936, avec John Halliday et Marsha Hunt), La Furie du désert de Lewis Allen (1947, avec John Hodiak et Lizabeth Scott) et La Femme à l'écharpe pailletée de Robert Siodmak (1950, avec Barbara Stanwyck et Wendell Corey).
Elle est la nièce d'Anne Schaefer (1870-1957) et la sœur d'Eva Novak (1898-1988), également actrices.

## Filmographie partielle
(films américains, sauf mention contraire)
- 1913 : At the Sign of the Lost Angel de Rollin S. Sturgeon (court métrage)
- 1914 : The Return of Jack Bellew de Robert Thornby (court métrage)
- 1914 : Ginger's Reign de Burton L. King (court métrage)
- 1914 : A Little Madonna d'Ulysses Davis
- 1914 : The Ghosts de William J. Bauman (court métrage)
- 1914 : Maria's Sacrifice de William Humphrey (court métrage)
- 1915 : From Italy's Shores d'Otis Turner (court métrage)
- 1915 :Willie Runs the Park de Hal Roach (court métrage)
- 1915 : Tainted Money d'Ulysses Davis
- 1915 : Graft de George Lessey et Richard Stanton (serial)
- 1915 : The Hungry Actors de Hal Roach (court métrage)
- 1917 : The Spirit of '76 de George Siegmann
- 1917 : The Innocent Sinner de Raoul Walsh
- 1917 : The Eyes of the World de Donald Crisp
- 1918 : L'Étincelle (Selfish Yates) de William S. Hart
- 1918 : The Temple of Dusk de James Young
- 1918 : La Revanche d'un timide (String Beans) de Victor Schertzinger
- 1919 : Un nid de serpents (Treat 'Em Rough) de Lynn Reynolds
- 1919 : Le Gardien de nuit (The Money Corral) de William S. Hart
- 1919 : His Debt de William Worthington
- 1919 : Man's Desire de Lloyd Ingraham
- 1919 : The Wolf de James Young
- 1919 : La Caravane (Wagon Tracks) de Lambert Hillyer
- 1919 : Behind the Door d'Irvin Willat
- 1919 : L'Empreinte (The Fire Flingers) de Rupert Julian
- 1920 : The River's End de Victor Heerman et Marshall Neilan
- 1920 : Adieu, whisky ! (The Great Accident) de Harry Beaumont
- 1920 : Isobel or The Trail's End d'Edwin Carewe
- 1921 : The Other Woman d'Edward Sloman
- 1921 : Roads of Destiny de Frank Lloyd
- 1921 : The Barbarian de Donald Crisp
- 1921 : Three Word Brand de Lambert Hillyer
- 1922 : Thelma (en) de Chester Bennett
- 1922 : The Rosary de Jerome Storm
- 1923 : Les Deux Gosses (Jealous Husbands) de Maurice Tourneur
- 1923 : La Bonne Étoile (The Man Life Passed By) de Victor Schertzinger
- 1924 : The Lullaby de Chester Bennett
- 1924 : The Man Without a Heart de Burton L. King
- 1924 : The Prude's Fall de Graham Cutts (film britannique)
- 1925 : Le Voyou (The Blackguard - titre allemand : Die Prinzessin and der Geiger) de Graham Cutts (film germano-britannique)
- 1925 : The Danger Signal d'Erle C. Kenton
- 1925 : The Substitute Wife de Wilfred Noy
- 1925 : Notre héros (Lazybones) de Frank Borzage
- 1925 : The Lure of the Wild de Frank R. Strayer
- 1926 : Whispering Canyon (en) de Tom Forman
- 1926 : Lost at Sea de Louis J. Gasnier
- 1927 : One Increasing Purpose de Harry Beaumont
- 1927 : Âme errante (Closed Gates) de Phil Rosen
- 1928 : Free Lips de Wallace MacDonald
- 1929 : Le Peau-rouge (Redskin) de Victor Schertzinger
- 1936 : Ghost Town (en) de Harry L. Fraser
- 1936 : Hollywood Boulevard de Robert Florey
- 1940 : Correspondant 17 (Foreign Correspondent) d'Alfred Hitchcock
- 1942 : Gallant Lady (en) de William Beaudine
- 1947 : La Furie du désert (Desert Fury) de Lewis Allen
- 1950 : La Femme à l'écharpe pailletée (The File of Thelma Jordon) de Robert Siodmak
- 1950 : La Rue de traverse (Paid in Full) de William Dieterle
- 1950 : Les Furies (The Furies) d'Anthony Mann
- 1953 : Fais-moi peur ou Martin et Lewis chez les fantômes (Scared Stiff) de George Marshall
- 1954 : Romance sans lendemain (About Mrs. Leslie) de Daniel Mann